# Puits de Kerhoh
Le puits de Kerhoh est située  au lieu-dit Kerhoh sur la commune Melrand dans le Morbihan.

## Historique
Le puits de Kerhoh fait l’objet d’une inscription au titre des monuments historiques depuis le 20 mars 1934.

## Architecture
Le puits et remarquable en raison du dôme en forme de cloche, au-dessus de la margelle ainsi que par la présence de sculptures d'angelots, de calices et d'un ostensoir.